# Meletis Voutsaras
Meletis Voutsaras (* 1943) ist ein ehemaliger griechischer Fußballschiedsrichter.

## Sportlicher Werdegang
Voutsaras rückte in den 1980er Jahren zu den Hauptschiedsrichtern der Alpha Ethniki auf. Zunächst stand er dabei im Schatten von Gerasimos Germanakos, der auch auf internationaler Ebene Griechenland als FIFA-Schiedsrichter vertrat. Im Wettbewerb um den griechischen Landespokal 1986/87 wurde ihm jedoch die Leitung des Finalspiels zwischen OFI Kreta und Iraklis Thessaloniki angetragen, in dem OFI im Elfmeterschießen den ersten Titel der Vereinsgeschichte holte. Im Folgejahr kam es zum heiß umkämpften Duell zwischen Panathinaikos Athen und Olympiakos Piräus, das unter seiner Leitung ebenfalls erst im Elfmeterschießen zugunsten der Athener entschieden wurde.
Nachdem Germanakos aufgrund seiner Leistung im Endspiel um den UEFA-Pokal 1988/89 umstritten war, rückten andere griechische Schiedsrichter auf die Länderspielliste der UEFA. So kam Voutsaras, der bereits Europapokalspiele leitete, zu einmaligen Länderspielehren, als er am 5. September 1990 ein Freundschaftsspiel zwischen Griechenland und Albanien pfiff. 
Zum Abschluss seiner Schiedsrichterkarriere leitete Voutsaras ein drittes Mal das griechische Pokalfinale, im Wettbewerb um den Landespokal 1990/91 stand er nach dem von Kostas Dimitriadis geleiteten Hinspiel im Rückspiel gemeinsam mit dem späteren Titelträger Panathinaikos Athen und Athinaikos Athen auf dem Feld.